# Clemensia holocerna
Clemensia holocerna är en fjärilsart som beskrevs av Dyar 1916. Clemensia holocerna ingår i släktet Clemensia och familjen björnspinnare. Inga underarter finns listade i Catalogue of Life.